# Біла Криниця (балка)
Біла Криниця (рос. Б. Белая Криница, б. Найденова) — балка (річка) в Україні у Великоолександрівському й Березнегуватському районах Херсонської й Миколаївської областей. Права притока Інгульця (басейн Дніпра).

## Опис
Довжина балки приблизно 25,25 км, найкоротша відстань між витоком і гирлом — 22,18  км, коефіцієнт звивистості річки — 1,14 . Формується багатьма балками та загатами. На деяких ділянках балка пересихає.

## Розташування
Бере початок на південно-західній стороні від села Нова Шестірня в урочищі Дране. Тече переважно на південний захід через села Буцівське, Новопавлівку, Новоросійське і у селі Велике Артакове впадає у річку Інгулець, праву притоку Дніпра.